# 카라차이발카르어
카라차이-발카르어는 북캅카스 지역의 카라차이인과 발카르인이 모어로 사용하는 튀르크계 언어이다. 주로 러시아령 카바르디노발카리야 공화국과 카라차예보체르케스카야 공화국에서 사용되며, 중앙아시아, 터키, 중동에도 일부 사용자가 분포한다. 러시아의 카라차이-발카르어 화자 수는 31만 명(2010년)이다.
카라차이발카르어는 카라차이-박산-체겜 방언(карачаево-баксано-чегемский)과 말카르 방언(малкарский)이라는 2개 방언으로 구분된다. 전자의 /tʃ/와 /dʒ/를 말카르 방언에서는 /ts/ 와 /z/로 발음하는 특징이 있다. 현대 카라차이발카르어의 표준 문어는 카라차이-박산-체겜 방언을 기초로 해서 만들어졌다. 쿠미크어와 가까운 관계에 있다.
역사적으로 표기에는 아랍 문자가 사용되다가, 소련 수립 이후 라틴 문자를 기반으로 한 표준화가 시작되어 1924년 공식적인 라틴 문자 표기법이 제정되었다. 그러나 1930년대 시작된 소련의 키릴화 정책에 따라 1937년부터는 키릴 문자 표기로 바뀌었다.